# Dichaea brachyphylla
Dichaea brachyphylla är en orkidéart som beskrevs av Heinrich Gustav Reichenbach. Dichaea brachyphylla ingår i släktet Dichaea och familjen orkidéer. Inga underarter finns listade i Catalogue of Life.